# SMS A 3
SMS A 3 – niemiecki torpedowiec z okresu I wojny światowej, trzecia jednostka typu A 1. Okręt wyposażony był w jeden kocioł parowy opalany węglem i trójcylindrową maszynę parową, a zapas paliwa wynosił 24,5 tony. Wyposażono go w stoczni AG Vulcan (kadłub zbudowano w innej stoczni). Brał udział w patrolach na kanale La Manche. Okręt zatonął 7 listopada 1915 roku z nieznanych przyczyn podczas rejsu z Kilonii do Gdańska .